# Enys Men
Enys Men (w języku kornijskim oznacza "kamienną wyspę") – eksperymentalny horror folkowy z 2022 roku, nakręcony przez brytyjskiego reżysera i kompozytora Marka Jenkina, z pochodzenia Kornwalijczyka. Film został nakręcony na taśmie filmowej 16 mm, w nim występują Mary Woodvine, Edward Rowe, Flo Crowe i John Woodvine. 
Zdjęcia filmu odbywały się podczas lockdownu związanego z pandemią COVID-19. Ekipa filmowa postawiła sobie za priorytet stworzenie jak najmniejszego śladu węglowego podczas produkcji. Enys Men miał swoją premierę na 75. MFF w Cannes w 2022 roku i został dobrze przyjęty przez krytyków.

## Opis fabuły
Akcja filmu rozgrywa się w 1973 roku na bezludnej wyspie u wybrzeży Kornwalii. Codzienne obserwacje rzadkiego kwiatu przez wolontariuszkę zajmującą się dziką przyrodą zamieniają się w podróż, która zmusza zarówno ją, jak i widza do zastanowienia się, co jest prawdziwe, a co koszmarem.
Jej życie jest spokojne, przerywane od czasu do czasu chrapliwym pomrukiem radia i rozrusznikiem generatora benzynowego. Każdego dnia wspina się na skalisty szczyt klifu, by przyjrzeć się rosnącym tam kwiatom. Za każdym razem, w drodze powrotnej do domu, w którym mieszka na wyspie i który pełni funkcję swojego rodzaju stacji badawczej, wrzuca kamień do pustego szybu kopalnianego. Prowadzi zeszyt, codziennie wpisując temperaturę powietrza i stan flory. Ciągle powtarzają się notatka "brak zmian" odnosi się do obserwowanych przez nią kwiatów. Przed snem czyta manifest ekologiczny "A Blueprint for Survival".

## Główne role
- Mary Woodvine - wolontariuszka
- Edward Rowe - łódkarz
- Flo Crowe - dziewczyna
- John Woodvine - pastor
- Joe Gray - górnik
- Loveday Twomlow - dziecko